# Villeselve
Villeselve est une commune française située dans le département de l'Oise, en région Hauts-de-France.

## Géographie

### Hydrographie

#### Réseau hydrographique
La commune est traversée par la ligne de partage des eaux entre les bassins hydrographiques Artois-Picardie et Seine-Normandie. Elle est drainée par la Beine, la Verse, la Chapelle Sainte-Marie-Madeleine et le Montalimont,.
La 0, d'une longueur de 8 km, prend sa source dans la commune de Michelbach-le-Haut et se jette  dans 0 à Bartenheim, après avoir traversé 0 communes. 
La Verse, d'une longueur de 23 km, prend sa source dans la commune de Ugny-le-Gay et se jette  dans l'Oise (rive gauche) à Sempigny, après avoir traversé 15 communes. 

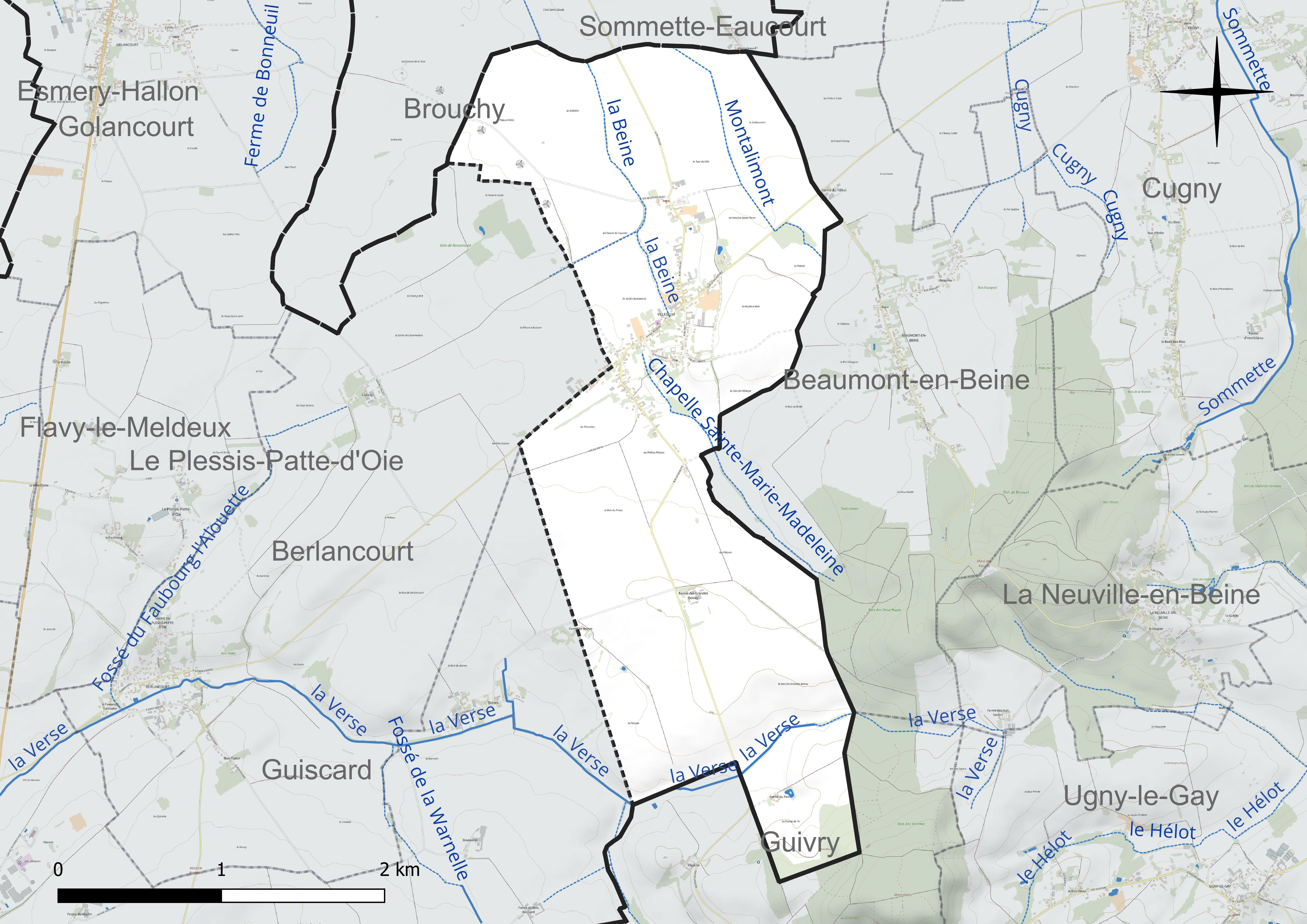
Réseau hydrographique de Villeselve.

#### Gestion et qualité des eaux
Le territoire communal est couvert par le schéma d'aménagement et de gestion des eaux (SAGE) « Sensée ». Ce document de planification concerne un territoire de 1 798 km2 de superficie, délimité par le bassin versant de la Haute Somme est constitué d'un réseau hydrographique complexe de cours d'eau, de marais, d'étangs et de canaux. Le périmètre a été arrêté le 21 avril 2006 et le SAGE proprement dit a été approuvé le 15 juin 2017. La structure porteuse de l'élaboration et de la mise en œuvre est le syndicat mixte d'aménagement hydraulique du bassin versant de la Somme (AMEVA). 
La qualité des cours d'eau peut être consultée sur un site dédié géré par les agences de l'eau et l'Agence française pour la biodiversité. 

### Climat
Pour des articles plus généraux, voir Climat des Hauts-de-France et Climat de l'Oise.
En 2010, le climat de la commune est de type climat océanique dégradé des plaines du Centre et du Nord, selon une étude du CNRS s'appuyant sur une série de données couvrant la période 1971-2000. En 2020, Météo-France publie une typologie des climats de la France métropolitaine dans laquelle la commune est dans une zone de transition entre le climat océanique et le climat océanique altéré et est dans la région climatique  Nord-est du bassin Parisien, caractérisée par un ensoleillement médiocre, une pluviométrie moyenne régulièrement répartie au cours de l'année et un hiver froid (3 °C). 
Pour la période 1971-2000, la température annuelle moyenne est de 10,4 °C, avec une amplitude thermique annuelle de 14,8 °C. Le cumul annuel moyen de précipitations est de 710 mm, avec 10,8 jours de précipitations en janvier et 8,8 jours en juillet. Pour la période 1991-2020, la température moyenne annuelle observée sur la station météorologique la plus proche, située sur la commune de Chauny à 11 km à vol d'oiseau, est de 11,1 °C et le cumul annuel moyen de précipitations est de 709,9 mm,. Pour l'avenir, les paramètres climatiques de la commune estimés pour 2050 selon différents scénarios d'émission de gaz à effet de serre sont consultables sur un site dédié publié par Météo-France en novembre 2022.

## Urbanisme

### Typologie
Au 1er janvier 2024, Villeselve est catégorisée commune rurale à habitat dispersé, selon la nouvelle grille communale de densité à sept niveaux définie par l'Insee en 2022.
Elle est située hors unité urbaine et hors attraction des villes,.

### Occupation des sols
L'occupation des sols de la commune, telle qu'elle ressort de la base de données européenne d'occupation biophysique des sols Corine Land Cover (CLC), est marquée par l'importance des territoires agricoles (91,8 % en 2018), une proportion identique à celle de 1990 (91,8 %). La répartition détaillée en 2018 est la suivante : 
terres arables (90,5 %), zones urbanisées (6,6 %), forêts (1,6 %), prairies (1,3 %). L'évolution de l'occupation des sols de la commune et de ses infrastructures peut être observée sur les différentes représentations cartographiques du territoire : la carte de Cassini (XVIIIe siècle), la carte d'état-major (1820-1866) et les cartes ou photos aériennes de l'IGN pour la période actuelle (1950 à aujourd'hui).

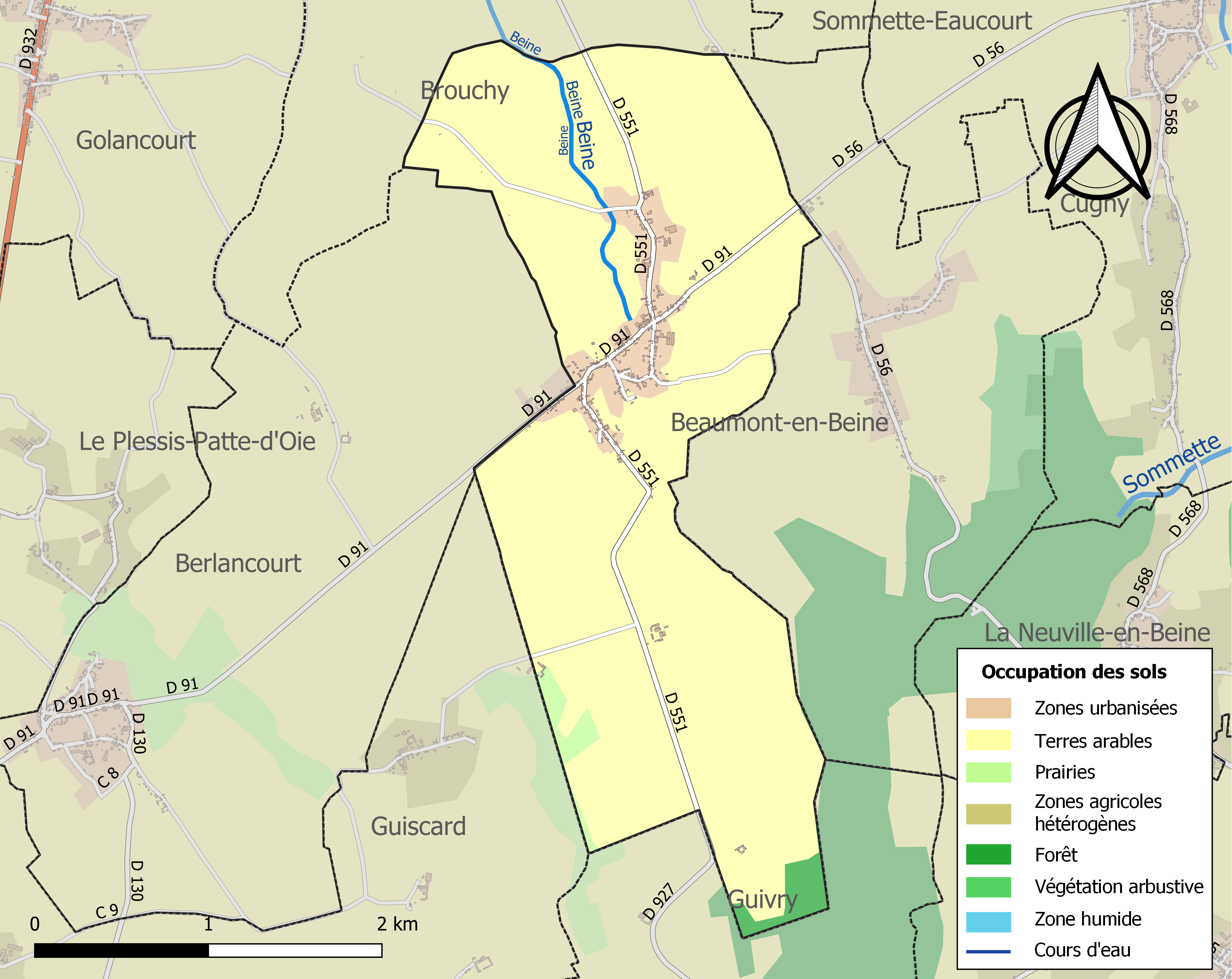
Carte des infrastructures et de l'occupation des sols de la commune en 2018 (CLC).

### Voies de communication et transports

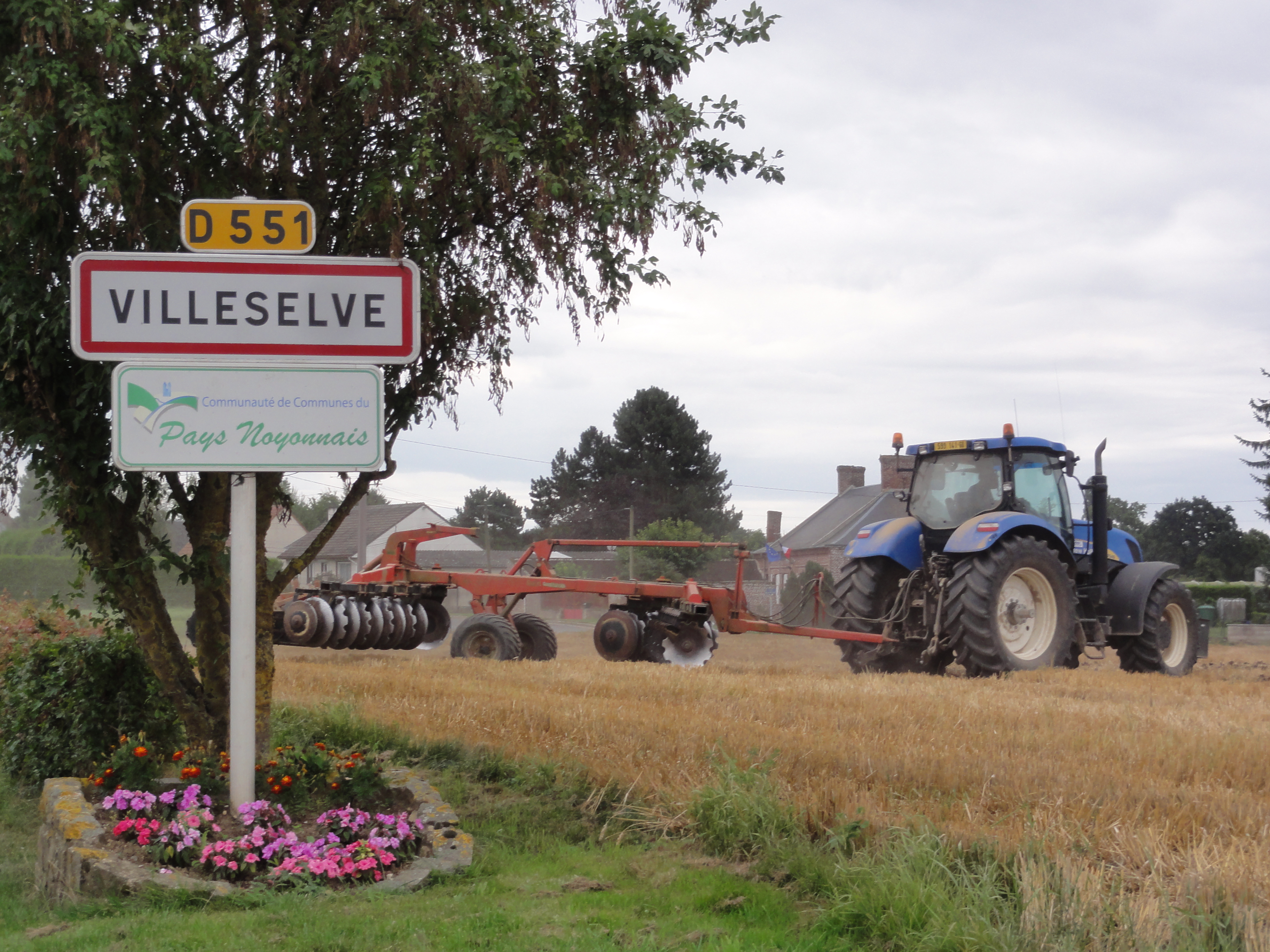
Entrée de Villeselve.

La commune est desservie, en 2023, par les lignes 677, 678 et 6308 du réseau interurbain de l'Oise et par la ligne 753 du réseau Trans'80.

## Toponymie
Le nom de la localité est attesté sous les formes in villari sylva ecclesiam (1103) ; prior abbacie de Villaris silva (1130) ; priori de Villeirselve (1135) ; Vilerselve (1135) ; Villa silva (1136) ; abbatiae de Villari silva (1137) ; de Vileir sylva (1145) ; de Villa sylva (vers 1150) ; Villaris silva (1186) ; Vilerselve (1204) ; de villari silva (1248) ; Villa in sylva (1250) ; Ville selve (1252) ; Silvacum villa inter Noviomagum et Hamum (XIIIe) ; Philippus de Villa selva noviomensis (1308) ; Silvaci villa (1310) ; prior de villare silva alias ville serve (1362) ; Johannes de Villa serva (XIVe) ; Villeselve (1426) ; « Villeselve es bois de Bayne » (1569) ; de Villari sylva (1571) ; Villeserve (1631).

Du bas latin villare « domaine rural ».  
Le village est situé dans l'ancienne forêt de la Beine qu'on trouvait en Picardie ; il 
en reste aujourd'hui un hameau qui en garde la mémoire : La Bainette, attesté sous les formes la Benette (1730) ; la Beynette (1742) ; la Baynette (vers 1748) ; la Beinette (1825).

## Histoire
Ce village est un village type des villages du nord de la France avec une architecture principalement de type maison contemporaine en brique
Village décorée de Croix de guerre 1914-1918 (France)

## Population et société

### Démographie

#### Évolution démographique
L'évolution du nombre d'habitants est connue à travers les recensements de la population effectués dans la commune depuis 1793. Pour les communes de moins de 10 000 habitants, une enquête de recensement portant sur toute la population est réalisée tous les cinq ans, les populations de référence des années intermédiaires étant quant à elles estimées par interpolation ou extrapolation. Pour la commune, le premier recensement exhaustif entrant dans le cadre du nouveau dispositif a été réalisé en 2006.

En 2022, la commune comptait 385 habitants, en évolution de −7,45 % par rapport à 2016 (Oise : +0,87 %, France hors Mayotte : +2,11 %).
| 1793 | 1800 | 1806 | 1821 | 1831 | 1836 | 1841 | 1846 | 1851 |
| ---- | ---- | ---- | ---- | ---- | ---- | ---- | ---- | ---- |
| 455  | 590  | 608  | 619  | 775  | 765  | 771  | 790  | 717  |

| 1856 | 1861 | 1866 | 1872 | 1876 | 1881 | 1886 | 1891 | 1896 |
| ---- | ---- | ---- | ---- | ---- | ---- | ---- | ---- | ---- |
| 741  | 665  | 606  | 562  | 502  | 489  | 456  | 466  | 415  |

| 1901 | 1906 | 1911 | 1921 | 1926 | 1931 | 1936 | 1946 | 1954 |
| ---- | ---- | ---- | ---- | ---- | ---- | ---- | ---- | ---- |
| 399  | 405  | 387  | 238  | 285  | 293  | 298  | 346  | 342  |

| 1962 | 1968 | 1975 | 1982 | 1990 | 1999 | 2006 | 2011 | 2016 |
| ---- | ---- | ---- | ---- | ---- | ---- | ---- | ---- | ---- |
| 365  | 325  | 291  | 267  | 306  | 360  | 391  | 373  | 416  |

| 2021 | 2022 | - | - | - | - | - | - | - |
| ---- | ---- | - | - | - | - | - | - | - |
| 398  | 385  | - | - | - | - | - | - | - |

#### Pyramide des âges
La population de la commune est relativement jeune.
En 2018, le taux de personnes d'un âge inférieur à 30 ans s'élève à 44,8 %, soit au-dessus de la moyenne départementale (37,3 %). À l'inverse, le taux de personnes d'âge supérieur à 60 ans est de 14,0 % la même année, alors qu'il est de 22,8 % au niveau départemental.
En 2018, la commune comptait 216 hommes pour 207 femmes, soit un taux de 51,06 % d'hommes, largement supérieur au taux départemental (48,89 %).
Les pyramides des âges de la commune et du département s'établissent comme suit.
| Hommes | Classe d’âge | Femmes |
| ------ | ------------ | ------ |
| 0,5    | 90 ou +      | 0,5    |
| 1,4    | 75-89 ans    | 3,8    |
| 12,1   | 60-74 ans    | 9,6    |
| 19,6   | 45-59 ans    | 16,6   |
| 21,2   | 30-44 ans    | 25,1   |
| 17,5   | 15-29 ans    | 23,0   |
| 27,7   | 0-14 ans     | 21,3   |

| Hommes | Classe d’âge | Femmes |
| ------ | ------------ | ------ |
| 0,5    | 90 ou +      | 1,4    |
| 5,5    | 75-89 ans    | 7,6    |
| 15,6   | 60-74 ans    | 16,3   |
| 20,8   | 45-59 ans    | 20     |
| 19,4   | 30-44 ans    | 19,4   |
| 17,6   | 15-29 ans    | 16,2   |
| 20,6   | 0-14 ans     | 19,1   |

## Lieux et monuments

### Église de la Trinité
Les parties les plus anciennes de l'église, la nef, datent du XIIe siècle. L'église est ensuite remaniée aux XVIIe et XIXe siècles.

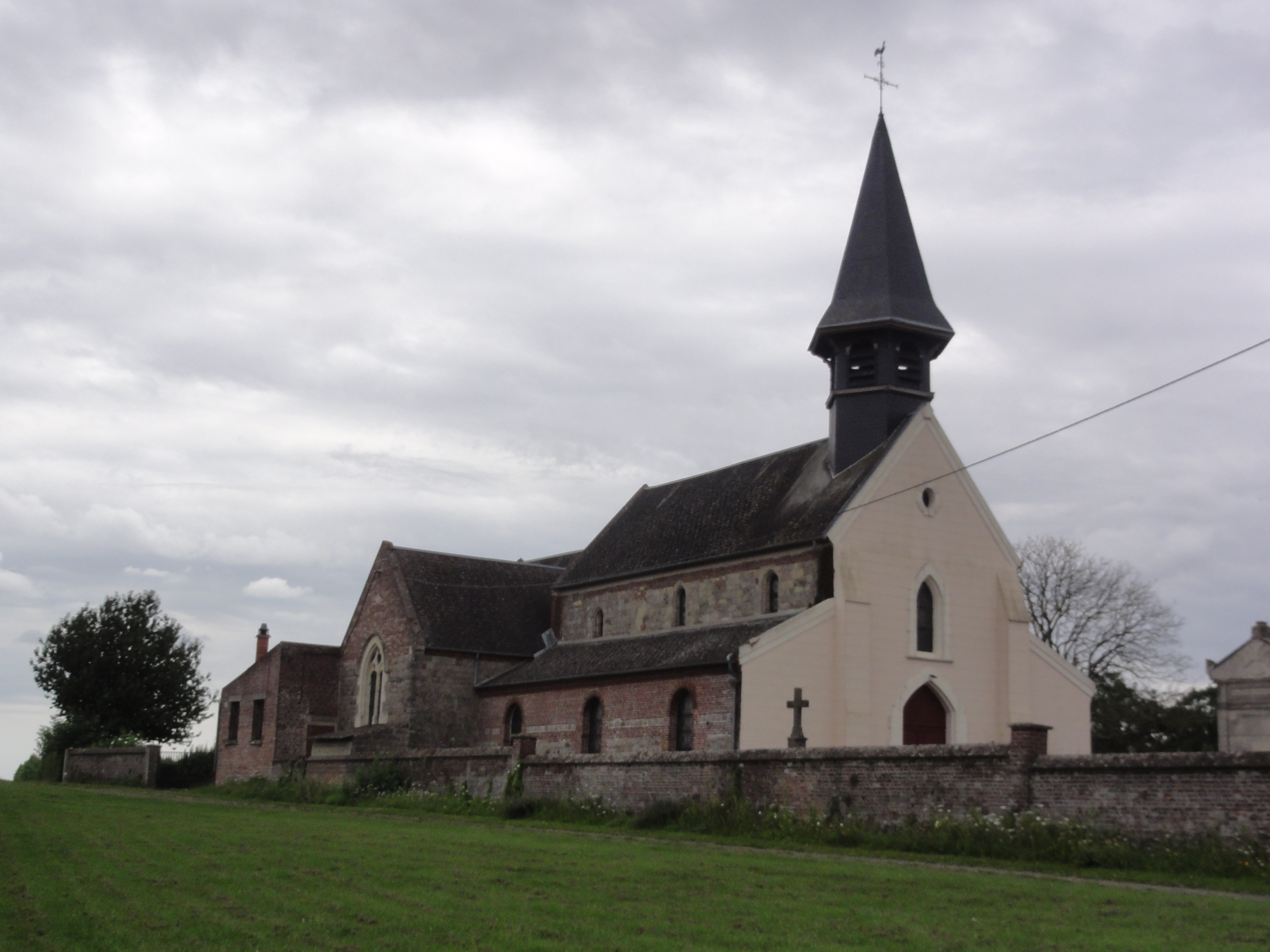
Église de la Trinité de Villeselve.

### Chapelle Sainte-Marie-Madeleine
La chapelle est reconstruite au XIXe siècle et ouverte au culte en 1892. Elle est l'écho d'un ancien prieuré rattaché à l'abbaye de Vézelay.